# Colmado flamenco

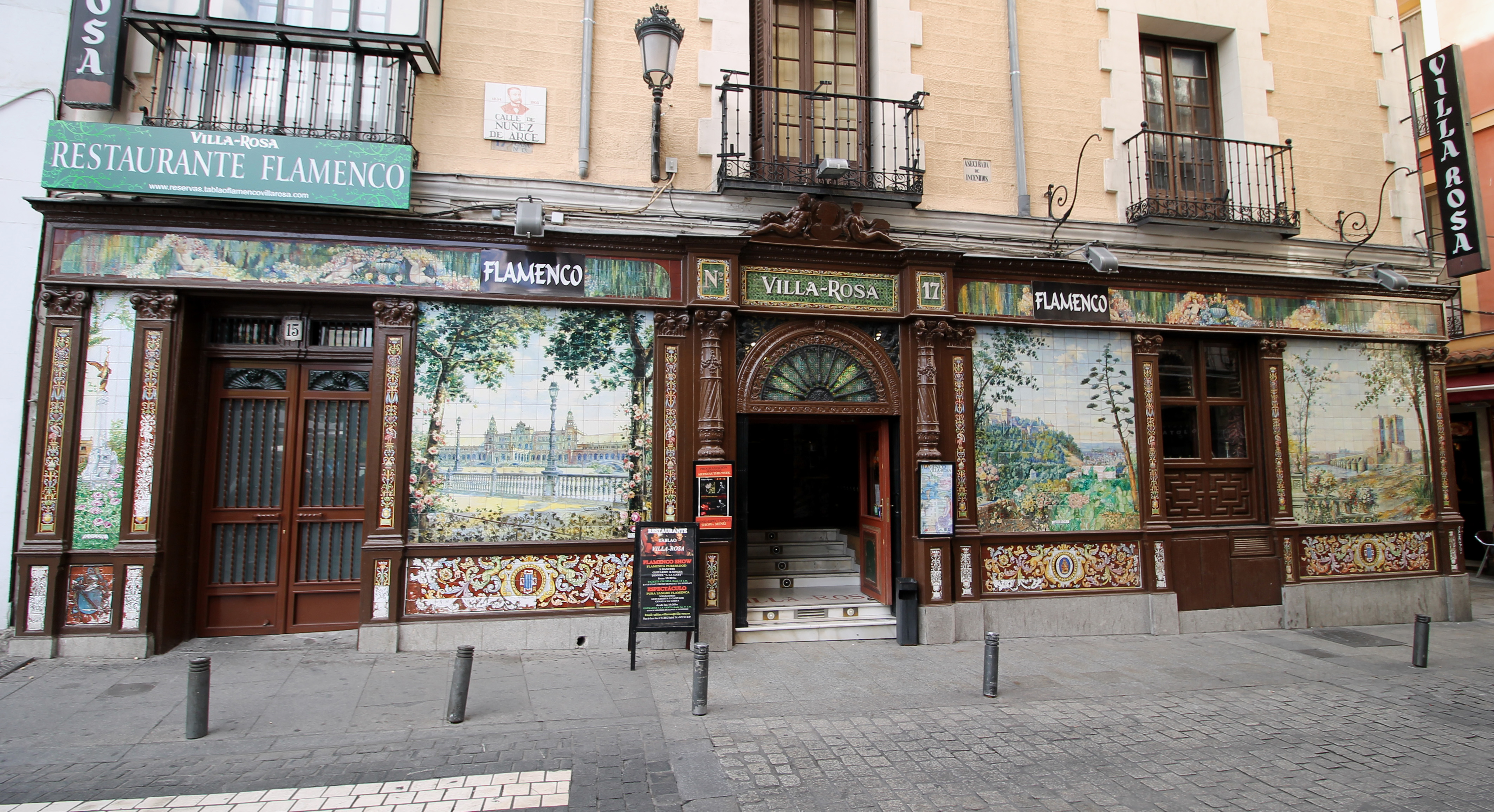
Fachada principal del ‘colmao’ Villa Rosa en el n.º 17 de la calle de Núñez de Arce, junto a la plaza de Santa Ana, en el casco histórico de Madrid.

Colmado flamenco o colmao se llamó en España a un tipo de figón o establecimiento que convocaba reuniones flamencas de cante y baile, con servicio de comida y -especialmente- bebida, permaneciendo abierto hasta altas horas de la madrugada. Históricamente, ha compartido cierta identidad con otros “templos flamencos” como el primitivo café cantante, o ya a partir de la década de 1960, el tablao. Un conjunto cuya relevancia universal fue reconocida en 2010 por la UNESCO al inscribirlo en su Lista Representativa del Patrimonio Cultural Inmaterial de la Humanidad. Entre los más populares de Madrid, destacaron Villa Rosa y Los Gabrieles.

## En Madrid
Herederos –y en gran medida continuadores de la «juerga flamenca» tras la crisis de los cafés cantantes en España–, los colmaos madrileños, junto con las ventas flamencas de los alrededores de la capital española, «mantuvieron vivo el duende» tras la Guerra Civil y durante su larga posguerra, para ser finalmente relevados por los turísticos tablaos. Varios estudios –y en especial los publicados por Blas Vega en el inicio del siglo xxi, han recopilado información sobre los numerosos y variopintos establecimientos de muy diferente rango y condición que acogieron en sus locales y sus largas noches la rica herencia flamenca no solo madrileña sino llegada de toda España.
En torno al enclave gitano de la plaza de Santa Ana se agrupan mediado el siglo xx colmados flamencos de resonante nombre, como: Casa Pololo y Casa Toto, Los Claveles y Los Pedroches, La Sevillana, Granada y Sanlúcar, Casa Marcelino y el Callejón; y un poco más lejos pero en el mismo barrio, colmaos de lujo como “El Lerele” (propiedad de Lola Flores y Manolo Caracol), el Brasero (de doña Concha Piquer y Antonio Márquez el Viejo), además de La Pañoleta, Eritaña, Triana o la Romería Andaluza, en la calle de Barcelona, y los «históricos» colmaos de la calle de Arlabán (es decir, Casa Parrita, La Concha, Las Cancelas, El Patio y El Cortijo). De entre todos ellos, destacaban según Blas Vega, el mencionado Villa Rosa (que tuvo una ampliación en un palacete de la Ciudad Lineal) y a pocos metros en la misma calle Nuñez de Arce, Casa Gayango, abierto ya en 1932, pero que tuvo su periodo dorado entre 1960 y 1980, y donde además de todos los grandes del flamenco, se daban cita, escritores, pintores, cineastas, periodistas, diplomáticos, aristócratas y «gente del toro».